# Boca de Tocuyo (Venezuela)
Pour les articles homonymes, voir Boca de Tocuyo, Boca et Tocuyo.
Boca de Tocuyo, ou Boca del Tocuyo, est la capitale de la paroisse civile de Boca de Tocuyo de la municipalité de Monseñor Iturriza de l'État de Falcón au Venezuela. Elle s'étend également au nord sur la paroisse civile voisine de San Juan de los Cayos.